# Moses Chan
Moses Chan (Hongkong, 16 april 1971) (jiaxiang: Guangdong, Jiangmen, Taishan) is een Chinees-Australische zanger, filmacteur en TVB acteur. Hij heeft al meer dan twintig prijzen gekregen voor zijn acteerkunsten.

## Filmografie

### Televisie
- Healing Hands II (2000)
- ICAC Investigations 2001 (2001)
- Armed Reaction III (2001)
- When The Legends Begin (2002)
- Family Man (2002)
- The Battle Against Evil (2002)
- Take My Word For It (2002)
- Love And Again (2002)
- Perish In The Name of Love (2003)
- Better Halves (2003)
- Aqua Heroes (Guest) (2003)
- Riches and Stitches (2003)
- War and Beauty (2004)
- Split Second (2004)
- Love Bond (2005)
- The Gentle Crackdown (2005)
- Healing Hands III (2005)
- The Charm Beneath (2005)
- The Dance of Passion (2006)
- Land of Wealth (2006)
- Heart of Greed (2007)
- The Ultimate Crime Fighter (2007)
- The Gem of Life (2008)
- Moonlight Resonance (2008)

### Films
| Year | Movie                    |
| ---- | ------------------------ |
| 1994 | Twenty Something 晚９朝5 |
| 1995 | The Blade                |
| 1995 | Those Were the Days...   |
| 1996 | Black Mask               |
| 1996 | Lost and Found           |
| 1996 | Tristar                  |
| 1996 | Young and Dangerous 2    |
| 1997 | Lawyer Lawyer            |
| 1998 | Knock Off                |
| 1998 | PR Girls                 |
| 1999 | Purple Storm             |
| 1999 | Gen-X Cops               |
| 2000 | Violent Cop              |